# Иван Кепов
Иван Петров Кепов е български журналист, фолклорист, преводач, етнограф и историк, един от най-добрите изследователи и познавачи на Бобошево, деец на Върховния македоно-одрински комитет.

## Биография
Роден е на 18 (30) март 1870 година в село Бобошево, Кюстендилско. Завършва Кюстендилското педагогическо училище през 1889 година и история във Висшето училище в София през 1892 година. Учителства в Берковица, Образцов чифлик (днес квартал на Русе), Враца, Варна, Дупница, Кюстендил и София в периода 1893 – 1915 година. В периода от 1916 до 1928 година работи като чиновник в Дирекцията по прехраната и в тютюнева фабрика.
Участва в учителското професионално движение и в освободителната борба на българите в Македония. В 1898 година става член на дупнишкото Македонско дружество „Единство“. На VIII конгрес на Македонските дружества в България в 1901 година е избран за секретар на Върховния македоно-одрински комитет. Кепов е привърженик на крилото, подкрепящо Вътрешната организация и по-късно заедно с един от другите членове на комитета Владимир Димитров застава срещу генерал Иван Цончев и си подава оставката. Секретар е на Комитета за подпомагане на жертвите на Винишката афера в 1897 година.
Един от основателите на Радикалдемократическата партия заедно с Найчо Цанов и Тодор Влайков през 1903 година. Редактира и издава от 1901 година вестник „Изгрев“ (1900 - 1903), редактира списание „Младежка библиотека“ (1904 - 1907), „Учителски вестник“ (1907 – 1915). Критикува корупцията в управлението и различни закони - за полицията, за особата, за печата. За статиите му в „Изгрев“ „Ново беззаконие“ (брой № 19, 20 юни 1900), „Управлението на д-р Вачов“ (брой № 23, 1900), „Къде вървите“ (бой № 7, 1902) е съден за оскърбление на особата на княз Фердинанд, но е оправдан.
Участва в Първата световна война и я отразява в редица очерци и статии.
Кепов е и синдикален деец. Член е на Българския учителски съюз, на Управителния съвет на Съюза на гимназиалните учители, на Висшия учебен съвет и на Висшата дисциплинарна комисия при Министерството на просветата. Автор е на научни и научнопопулярни исторически трудове, разкази, преводи, на учебници по стара, обща и нова история.
До смъртта си през 1938 година се занимава само с книжовна дейност. Пише под псевдонимите Вардарец, Иван Гудуман, Плебей, Учител. Публикува свои статии, изследвания и разкази в списанията „Родна реч“, „Училищен преглед“, „Учител“, „Право дело“, „Ученически другар“.
Умира на 8 януари 1938 година в София.